# Craig Fay
Craig Fay (* 4. Juli 1992) ist ein ehemaliger irischer Eishockeyspieler, der unter anderem bei den Latvian Hawks aus Dublin in der Irish Ice Hockey League spielte.

## Karriere
Craig Fay begann seine Karriere beim unterklassigen Kilkenny Storm. 2009 wechselte er in die Irish Ice Hockey League zu den Latvian Hawks, bei denen er 2011 mit nur 19 Jahren seine Karriere beendete.

### International
Im Juniorenalter nahm Fay mit Irland an den U18-Weltmeisterschaften 2009 und 2010 jeweils in der Division III teil.
Mit der Herren-Auswahl von der grünen Insel spielte er bei der Weltmeisterschaft 2010 in der Division III und nach dem dort erreichten Aufstieg bei der Weltmeisterschaft 2011 in der Division II.

## Erfolge und Auszeichnungen
- 2010 Aufstieg in die Division II bei der Weltmeisterschaft der Division III, Gruppe A